# ولکان ارسلان
ولکان ارسلان (انگلیسی: Volkan Arslan؛ زادهٔ ۲۹ اوت ۱۹۷۸) بازیکن فوتبال اهل ترکیه است.
از باشگاه‌هایی که در آن بازی کرده‌است می‌توان به باشگاه فوتبال آنتالیااسپور، باشگاه فوتبال آنکارا اسپور، باشگاه فوتبال غازی عینتاب‌اسپور، باشگاه فوتبال گالاتاسرای، باشگاه فوتبال روت‌وایس اسن، باشگاه فوتبال آنکاراگوچو، باشگاه فوتبال آدانااسپور، باشگاه ورزشی کوکائلی اسپور، باشگاه فوتبال هانوفر ۹۶، و باشگاه فوتبال اردواسپور اشاره کرد.
وی همچنین در تیم‌های ملی فوتبال Turkey A2 national football team و ترکیه بازی کرده‌است.